# ويليام راسيل (مبارز بالسيف)
ويليام راسيل (بالإنجليزية: William Russell)‏ هو مبارز بالسيف أمريكي، ولد في 18 يناير 1896 في نيويورك في الولايات المتحدة، وتوفي في 18 أكتوبر 1958 في غلين كوف في الولايات المتحدة.

## وصلات خارجية
- ويليام راسيل على موقع أوليمبيديا (الإنجليزية)